# Chrysodema terabayashii
Chrysodema terabayashii es una especie de escarabajo del género Chrysodema, familia Buprestidae. Fue descrita científicamente por Lander en 2003.